# Constanza de Cabrera
Constanza de Cabrera (Blanes, ? - Barcelona, 8 de septiembre del 1433) fue abadesa de los monasterios cistercienses de Santa María de Vallbona y de Santa María de Valldonzella.

## Linaje
Era hija de Bernardo III de Cabrera y de Margarita de Castellbó, y nieta de Bernardo II de Cabrera -Valido de Pedro IV de Aragón-, y de Timbor de Fenollet. Constanza nació en un momento de expansión y opulencia familiar, en un linaje vizcondal que había reunido el mayor patrimonio de Cataluña. Esta bonanza se resquebrajó cuando su abuelo, Bernardo II, perdió el favor del rey y fue injustamente condenado y ejecutado, y los bienes de la familia fueron confiscados. Hicieron falta muchos años y mucha aflicción para que el honor y el patrimonio de los Cabrera fuera restituido. 

### Abadesa de Santa María de Vallbona
Constanza ingresó en la orden del Císter en el monasterio de Valldemaria. Cuando en el año 1392 la abadesa de Vallbona de las Monjas, Saurina de Anglesola, enfermó gravemente, el rey Juan I de Aragón promovió que fuera Constanza la elegida como su sucesora, posiblemente con la intención de reparar el daño causado por su abuelo a su familia. En noviembre del 1392 fue elegida abadesa de Vallbona, accediendo a la petición del rey.
Posiblemente estuvo incómoda en el cargo y, quizás, tuvo dificultades por el hecho de haber ingresado por recomendación del rey. Varios incidentes y desacuerdos con la comunidad hicieron que nueve años después, el 11 de junio de 1401, renunciara a su cargo.

### Abadesa de Santa María del Valldonzella
Entonces, ingresó en el monasterio de Valldonzella, que en ese entonces contaba con una comunidad de cincuenta monjas. Promovida por Martín I de Aragón y María de Luna, pronto asumió el cargo de abadesa, el 20 de octubre del año 1401, sucediendo a Catalina de Çabastida.
Varios huéspedes relevantes se alojaron en Valldonzella durante aquellos añosː en 1405 la reina María de Luna, con parte de su corte, en la cual también se encontraba Margarita de Prades, su sobrina. Más adelante, el rey Martín el Humano, viudo desde 1406, se alojó algunas veces. Habiendo perdido, en el año 1409, a su hijo y heredero Martín el Joven, en septiembre del 1409, éste se casó con Margarita de Prades, nieta de Constanza, para poder concebir un heredero, cosa que no consiguió. En mayo de 1410 la pareja real se alojó unos días en Valldonzella para preparr un viaje hacia Zaragoza, pero el rey fallecería en el monasterio el 31 de mayo, sin descendencia.
Fernando I de Aragón también se alojó allí, en noviembre de 1412. En el año 1422 se alojó la reina María de Castilla, esposa de Alfonso V de Aragón, mientras el rey se encontraba en Nápoles.
Entre los años 1422 y 1428 el monasterio volvió a alojar a la reina Margarita de Prades, que era viuda en primeras nupcias del rey Martín, y también en segundas de Juan de Vilaragut. Allí profesó como monja; llegó a ser abadesa del Monasterio de Bonrepòs.
La abadesa Constanza de Cabrera dirigió Valldonzella durante treinta años en una época crucial para Cataluña, y trató y aconsejó a nobles y reyes. Durante su mandato dotó al monasterio de una necesaria enfermería y encargó al pintor Juan Mates el retablo de San Jaime y Santa Lucía para la iglesia conventual.